# Jean-Marie Duhamel
Jean-Marie Constant Duhamel (Saint-Malo, 5 de fevereiro de 1797 — Paris, 29 de abril de 1872) foi um matemático e físico francês.
Frequentou a École Polytechnique em Paris, onde foi frofessor desde 1834. Em 1851 foi professor de matemática na Sorbonne.
Publicou trabalhos fundamentais sobre termodinâmica e mecânica teórica.

## Obras
- Cours d'Analyse. 2 volumes, 1840–1842
- Elements du calcul infinitésimal. 2 volumes, 1874
- Lehrbuch der analytischen Mechanik. Edição alemã por Oskar Schlömilch
- Des méthodes dans les sciences des raisonnements

## Honrarias
- Asteroide 19617 Duhamel